# Año Internacional para la Eliminación del Trabajo Infantil
2021 fue proclamado Año Internacional para la Eliminación del Trabajo Infantil por la Asamblea General de las Naciones Unidas mediante la resolución 73/327, adoptada el 25 de julio de 2019. Esta iniciativa se enmarcó en los esfuerzos globales para la implementación de la Agenda 2030 para el Desarrollo Sostenible, específicamente en la meta 8.7, que insta a erradicar el trabajo infantil en todas sus formas antes de 2025. La Organización Internacional del Trabajo (OIT) desempeñó un papel central en la facilitación y coordinación de las actividades conmemorativas.
El propósito principal de esta designación fue sensibilizar a nivel global sobre la urgente necesidad de eliminar el trabajo infantil, reforzar el compromiso de los Estados y otros actores clave, así como promover el intercambio de mejores prácticas y la colaboración internacional para erradicar este problema. Se destacó la importancia de los convenios internacionales en la materia, como el Convenio sobre la Edad Mínima (N° 138) y el Convenio sobre las Peores Formas de Trabajo Infantil (N° 182), ambos de la OIT.

## Actividades y alcance
Durante el año 2021 se llevaron a cabo diversas actividades de sensibilización, incluyendo campañas de comunicación a nivel mundial, seminarios, conferencias y foros de discusión sobre las causas y soluciones del trabajo infantil. Se promovió la acción de gobiernos, organizaciones de la sociedad civil y el sector privado para fortalecer políticas y programas destinados a la erradicación del trabajo infantil.
La OIT y otros organismos internacionales alentaron a los Estados miembros a adoptar compromisos concretos y medibles para avanzar en la eliminación del trabajo infantil, incluyendo la implementación de marcos legislativos más estrictos, la mejora en la protección social y el acceso a la educación para los niños en situación de vulnerabilidad. Además, se hizo un llamado a las empresas y sectores industriales para que refuercen la debida diligencia en sus cadenas de suministro y eviten la explotación infantil.
El financiamiento de las actividades relacionadas con el Año Internacional dependió de contribuciones voluntarias de Estados, organismos internacionales, el sector privado y organizaciones de la sociedad civil. Se destacó la importancia de la cooperación multilateral y la movilización de recursos para garantizar un impacto duradero en la lucha contra el trabajo infantil.